# مادریگراس
مادریگراس دهستانی در استان آلباستهٔ اسپانیا است.
در این دهستان ۴۶۴۷ نفر زندگی می‌کنند. مساحت این دهستان ۷۲٫۹۴ کیلومتر مربع است.